# Longrita millewa
Longrita millewa là một loài nhện trong họ Trochanteriidae. Loài này phân bố ở Nam Úc.